# Tóth Vilmos (zenész)
Tóth Vilmos Vili (Budapest, 1960. augusztus 1. – Budapest, 2013. augusztus 12.) a Solaris egyik alapító tagja, első dobosa, 1980–1981-ben volt a zenekar tagja.

## Élete
1981 őszén behívták katonának, helyére Rausch Ferenc került, aki aztán 1982 őszén Kisszabó Gáborral és Bogdán Csabával együtt kilépett a Solaris együttesből és megalakította az Első Emelet zenekart.
Tóth Vili később az Első Emelet dobosa lett, Rausch Ferencet váltotta.
2013 augusztusában tragikus hirtelenséggel hunyt el. Haláláról a Solaris együttes tagjai sem tudtak. Úgy készültek a 2013. szeptember 7-i Művészetek Palotája-beli koncertjükre, hogy arra számítottak, Tóth Vili is fellép velük az életművüket bemutató koncertsorozat első koncertjén, a zenekar egyik alapító tagjaként. A koncert utáni héten döbbenten értesültek zenésztársuk haláláról.

## Diszkográfia
Solaris lemezeken
- Az első idők (Back to the roots...) - Solaris archív 1 (koncertalbum - CD) 2000
- NOAB - Solaris archív 2 (koncertalbum - CD) 2005
- Marsbéli krónikák 1984
- Archív videók (DVD) 2006

## Külső hivatkozások
- Tóth Vili emlékei (is) az első időkről
- a Solaris-tagok megemlékezése Tóth Viliről[halott link]
- cikk: Solaris – Elhunyt az alapító dobos
- emlékoldala az interneten
- fotók Tóth Viliről (is) a 2006-os Solaris-próbákon